# Kaplica ewangelicka w Zabrzu-Biskupicach
Kaplica ewangelicka w Zabrzu-Biskupicach – kaplica ewangelicko-augsburska w Zabrzu, w województwie śląskim, w Polsce. Zlokalizowana jest na Osiedlu Borsiga w dzielnicy Biskupice. Wykorzystywana była do celów sakralnych do 2004.

## Historia
W latach 1869–1870 na terenie kolonii robotniczej Borsigwerk w Biskupicach wzniesiony został gmach szkoły ewangelickiej, w którym powstały również mieszkania nauczycieli oraz kaplica. 
Wyposażenie kaplicy zostało podarowane przez rodzinę Borsigów. Pierwsze nabożeństwo miało w niej miejsce 23 października 1870. Stała się ona kaplicą powstałej tu wówczas stacji kaznodziejskiej należącej do parafii w Bytomiu, a miejscowi wierni byli obsługiwani przez jej wikariusza. 1 października 1886 dotychczasowa stacja kaznodziejska została przekształcona w samodzielną parafię, wobec czego kaplica na Osiedlu Borsiga stała się świątynią parafialną. Jej pierwszym proboszczem został ks. Alfred Paulisch, pełniący to stanowisko do 1929. W 1905 tutejsza parafia skupiała około 800 wiernych, a poza szkołą i kaplicą dysponowała również położonym na osiedlu cmentarzem wyznaniowym, wytyczonym w latach 1870–1971.
W 1896 doszło do remontu kaplicy, w wyniku którego uzyskała wygląd, który pozostał utrzymany do końca jej użytkowania. W neogotyckich oknach w części budynku, gdzie znajdowała się kaplica, umieszczone były witraże.
W okresie II wojny światowej kaplica była obsługiwana przez duchownych z parafii ewangelickiej w Zabrzu. We wrześniu 1945 biskupicka parafia utraciła samodzielność i została włączona do parafii w Zabrzu, wobec czego miejscowa kaplica stała się świątynią filialną parafii zabrzańskiej.
Szkoła ewangelicka, w której budynku znajdowała się kaplica, została zamknięta po 1945, a jej pomieszczenia zostały przekształcone na mieszkania, które pozostawały pod administracją kopalni. W użytkowaniu parafii ewangelickiej pozostała jedynie kaplica.
Według stanu na 2002 nabożeństwa prowadzone były tu co dwa tygodnie.
26 września 2004 miało miejsce ostatnie nabożeństwo w kaplicy w Biskupicach. Parafia w Zabrzu pozostała jej użytkownikiem do 30 września 2004 i następnie zaprzestała jej wykorzystywania, co spowodowane było kwestiami ekonomicznymi – budynek dawnej szkoły z kaplicą pozostawał wówczas własnością Bytomskiej Spółki Restrukturyzacji Kopalń, a parafia zmuszona została do wnoszenia opłat czynszowych i za media, zbyt wysokich jak na jej możliwości. 
Zakupem kaplicy zainteresowane było następnie Stowarzyszenie „Nasze Biskupice”, jednak nie było ono w stanie ponieść kosztów remontu oraz jej późniejszego utrzymania. W sierpniu 2006 miało miejsce spotkanie w Urzędzie Miejskim w Zabrzu, na którym jego przedstawiciele wyrazili intencję przejęcia kaplicy, rozpoczęte zostały również czynności w tej sprawie. Ostatecznie stała się ona własnością miasta.